# Кохлиомиаз

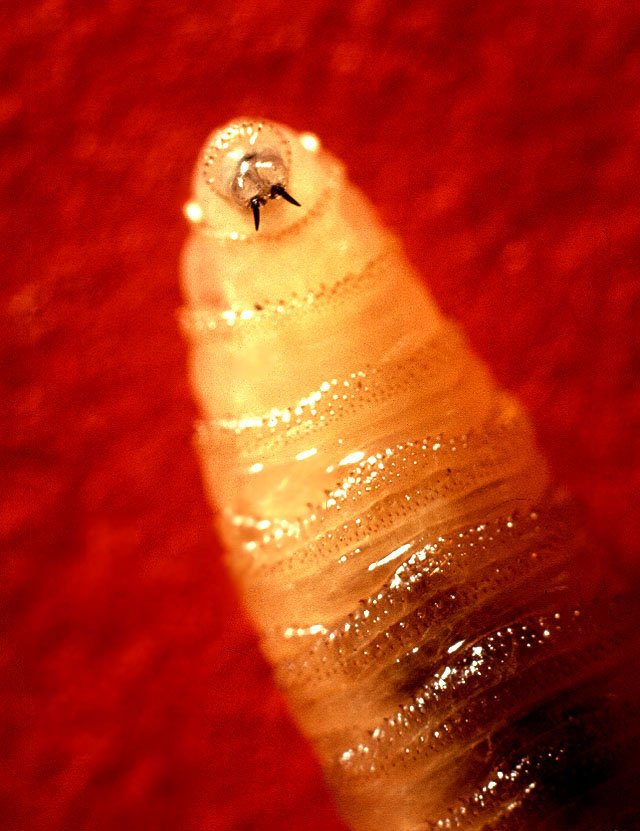
Личинка Cochliomyia hominivorax.

Кохлиомиаз (Cochliomyiasis) — миаз, вызванный инвазией личинками Cochliomyia hominivorax.
Возбудитель — мясная муха Cochliomyia hominivorax, — облигатный паразит, обитает в Америке. Самки откладывают 250-500 яиц на тело теплокровных животных (C. hominivorax сильно вредит животноводству), включая человека, например, в раны. Жизненный цикл длится 20 дней. Самка может отложить до 3000 яиц и пролететь до 200 км в течение жизни. В США C. hominivorax искоренён с помощью стерильных насекомых.
Первый смертельный случай описан в 1883 году при паразитировании личинок C. hominivorax в носу (см. Назальный миаз).
Личинки могут локализоваться в полости рта, вызывая оральный миаз, пародонт.
C. hominivorax также могут вызывать кожный миаз: у больного наблюдается лихорадка, абсцесс поражённой кожи, содержащей личинки. Они также могут колонизировать раны лица. Возможно поражение пупка.
Лечение заключается в удалении личинок.
Другой вид рода, C. macellaria также вызывает миаз.
См. также Энтомозы.